# Tateyama
Tateyama è una città giapponese della prefettura di Chiba.